# Chionaema capensis
Chionaema capensis är en fjärilsart som beskrevs av George Francis Hampson 1903. Chionaema capensis ingår i släktet Chionaema och familjen björnspinnare. Inga underarter finns listade i Catalogue of Life.